# 宝丰镇 (平罗县)
宝丰镇，是中华人民共和国宁夏回族自治区石嘴山市平罗县下辖的一个乡镇级行政单位。

## 行政区划
宝丰镇下辖以下地区：
宝丰社区、镇关村、宝丰村、兴胜村、吴家湾村、陆渠村、渠羊村、中方村、新渠村和马家桥村。